# 1977 في بوليفيا
فيما يلي قوائم الأحداث التي وقعت خلال عام 1977 في بوليفيا.

## رياضة
- 1 يناير – الدوري البوليفي لكرة القدم 1977 الفائز ذي سترونغيست.

## مواليد

### يناير
- 18 يناير – رونالد أرانا لاعب كرة قدم بوليفي.
- 26 يناير – إدغار رولاندو أوليفاريس لاعب كرة قدم بوليفي.

### أبريل
- 2 أبريل – روجر سواريز لاعب كرة قدم بوليفي.

### أغسطس
- 8 أغسطس – داروين بينيا لاعب كرة قدم بوليفي.

### نوفمبر
- 19 نوفمبر – ليمبيرغ جوتيريز لاعب كرة قدم بوليفي.

### ديسمبر
- 10 ديسمبر – خواكين بوتيرو لاعب كرة قدم بوليفي.

## وفيات

### يوليو
- 25 يوليو – ديفيد تورو (مواليد 1898) سياسي بوليفي.